# Amalie de Hohenzollern-Sigmaringen
Prințesa Amalie Antoinette Karoline Adrienne de Hohenzollern-Sigmaringen, germană Amalie Antoinette Karoline Adrienne, Prinzessin von Hohenzollern-Sigmaringen (30 aprilie 1815 - 14 ianuarie 1841) a fost membră a Casei de Hohenzollern-Sigmaringen și Prințesă de Hohenzollern-Sigmaringen prin naștere. Prin căsătoria cu Prințul Eduard de Saxa-Altenburg, Amalie a fost de asemenea membră a Casei de Saxa-Altenburg și Prințesă de Saxa-Altenburg.

## Familie
Amalie a fost al treilea copil și a doua fiică a lui Karl, Prinț de Hohenzollern-Sigmaringen și a soției acestuia, Marie Antoinette Murat. Mama ei a fost nepoată de frate a lui Joachim Murat, rege al celor Două Sicilii din 1808 până în 1815 și cumnat al lui Napoleon Bonaparte, prin căsătoria lui Murat cu sora mai mică a lui Napoleon, Caroline Bonaparte.
A fost mătușa regelui Carol I al României.

## Căsătorie și copii
S-a căsătorit la Sigmaringen la 25 iulie 1835 cu Prințul Eduard de Saxa-Altenburg, fiu al lui Frederic, Duce de Saxa-Altenburg și a Ducesei Charlotte Georgine de Mecklenburg-Strelitz. Amalie și Eduard au avut patru copii:
1. Therese Amalie Karoline Josephine Antoinette (n. 21 decembrie 1836, Ansbach - d. 9 noiembrie 1914, Stockholm), căsătorită la 16 aprilie 1864 cu Prințul August al Suediei.
2. Antoinette Charlotte Marie Josephine Karoline Frida (n. 17 aprilie 1838, Bamberg  - d. 13 octombrie 1908, Berchtesgaden), căsătorită la 22 aprilie 1854 cu Frederic I, Duce de Anhalt.
3. Ludwig Joseph Karl Georg Friedrich (n. 24 septembrie 1839, Bamberg - d. 13 februarie 1844, München).
4. Johann Friedrich Joseph Karl (n. 8 ianuarie 1841, Sigmaringen - d. 25 februarie 1844, München).